# Aitor Pérez
Aitor Pérez Arrieta (* 24. Juli 1977 in Zegama) ist ein ehemaliger spanischer Radrennfahrer.

## Karriere

### Frühe Jahre
Im Alter von zwanzig Jahren fuhr der spanische Zeitfahr-Meister der U23 von 1996, Aitor Pérez, im spanischen Team Olarra-Ercoreca. Dort konnte er unter anderem mit einem vierten Platz im Einzelzeitfahren der baskischen Meisterschaften 1998 sowie dem Sieg beim Eintagesrennen Trofeo Eusebio Velez auf sich aufmerksam machen. Zur Saison 2000 wechselte Pérez dann zu Caja Rural, das damals ebenfalls noch nicht als UCI-Team registriert war. Erst 2001 erreichte er dann auch in dieser Mannschaft einige Erfolge bei nationalen spanischen Wettbewerben sowie einen zweiten Etappenrang bei der Vuelta a Navarra, einer im internationalen Kalender eingetragenen Rundfahrt. 2002 wurde er Gesamt-Dritter der Vuelta Ciclista a León und Gesamt-Zweiter bei der Volta a Galicia, zwei weiteren wichtigen spanischen Rennen. Sein bis dahin erfolgreichstes Jahr erlebte Pérez schließlich 2003, als er – nun im Trikot des Farmteams der Profi-Equipe Cafés Baqué-Labarca 2 fahrend – insgesamt drei Siege sowie Top-Ten-Platzierungen auf Tagesabschnitten der Vuelta a Navarra und des Circuito Montañés einfahren konnte.

### 2004–2007
Daraufhin wurde er 2004 von der Profimannschaft von Cafés Baqué unter Vertrag genommen und bestritt nach einigen guten Resultaten bei spanischen Rennen wie der Prueba Villafranca de Ordizia (6.) mit der Vuelta a España seine erste Grand Tour, die er als 66. beendete. Dabei stellte Pérez mit dem fünften Platz bei der Bergankunft zum Puerto de Navacerrada am vorletzten Tag des Rennens seine Bergqualitäten unter Beweis, auch auf der 11. Etappe war er als Neunter bereits in den Kampf um den Sieg mit involviert gewesen. Am Saisonende zog sich Cafés Baqué jedoch aus dem Profibereich zurück, Pérez musste sich einen neuen Arbeitgeber suchen.
Diesen fand er im neugegründeten Continental Team Spiuk-Semar, wo der Baske neben seinem ersten internationalen Sieg auf der dritten Etappe des GP Internacional del Oeste in Portugal zahlreiche weitere gute Resultate herausfahren konnte. So wurde er beispielsweise Dritter bei der Mallorca Challenge, Zweiter in der Gesamtwertung der Vuelta a Valencia und des GP del Oeste sowie Gesamt-Vierter der Vuelta a La Rioja.
Zur Saison 2006 erhielt Perez einen Zweijahreskontrakt beim ProTeam Caisse d’Epargne. 2006 kam er einmal unter die Etappen-Top-Zehn der Setmana Catalana, 2007 gewann er mit seinen Kollegen das Mannschaftszeitfahren der Mittelmeer-Rundfahrt und absolvierte erstmals den Giro d’Italia, den er als 32. abschloss. Am Ende des Jahres wurde sein Vertrag bei Caisse d’Epargne aber nicht verlängert.

### 2008–2012
Daher kehrte Pérez 2008 zu seiner ehemaligen Mannschaft Spiuk-Semar zurück, die inzwischen ein Professional Continental Team war und nun unter dem Namen Extremadura-Grupo Gallardo firmierte. Dort konnte er wie schon 2005 vor allem in der ersten Saisonhälfte überzeugen und erreichte Rang zwei in der Gesamtwertung der Mallorca Challenge sowie weitere vordere Platzierungen bei Etappen der Türkei-Rundfahrt, der Vuelta a Castilla y León, der Andalusien-Rundfahrt und der Murcia-Rundfahrt, bei der er zudem zwei Tage lang im Trikot des Gesamtführenden unterwegs war. Erneut musste er sich dann am Saisonende ein neues Team suchen, da Extremadura-Grupo Gallardo aufgelöst wurde.
So unterschrieb Pérez bei Contentpolis-AMPO. Für das spanische Professional Continental Team bestritt der Baske zwar die Vuelta a España, blieb aber in der ganzen Saison ohne nennenswertes Ergebnis. Auch Contentpolis-AMPO löste sich schließlich am Jahresende auf, Pérez wechselte zu Footon-Servetto und damit zurück in die UCI ProTour. Nach einem guten Start in das Jahr 2010 mit vorderen Plätzen bei Etappen der Mallorca Challenge, des Giro di Sardegna, der Volta a Catalunya, der Vuelta a La Rioja und dem GP Llodio startete er im Sommer zum ersten und einzigen Mal in seiner Karriere bei der Tour de France, bei der er fast einen Etappensieg errungen hätte, als er sich auf dem 15. Tagesabschnitt nach Bagnères-de-Luchon nur Thomas Voeckler und Alessandro Ballan geschlagen geben musste.
Zur Saison 2011 wechselte Pérez dann wieder die Mannschaft und fuhr nun für das italienische ProTeam Lampre-ISD. Damit stand er erstmals in seiner Karriere bei einem nicht-spanischen Team unter Vertrag. Für Lampre konnte er allerdings nur zwei Top-Ten-Resultate herausfahren, nämlich als Sechster einer Etappe der Portugal-Rundfahrt sowie als Achter des elften Abschnitts der Vuelta a España. Nachdem sein Kontrakt nicht verlängert worden war, schloss er sich 2012 dem griechischen Continental-Rennstall Gios-Deyser Leon Kastro an, für das er vor allem Rennen in seiner spanischen Heimat bestritt, wobei er bei einer Etappe der Vuelta Ciclista a León noch einmal in die Top Ten fuhr. Das war zugleich die letzte nennenswerte Platzierung seiner Karriere, die er am Ende der Saison 2012 im Alter von 35 Jahren beendete.
Aitor Pérez hat in seiner neunjährigen Laufbahn als Berufsradfahrer, in der er für acht verschiedene Teams startete, zwar nur einen internationalen Sieg eingefahren, doch zeigte er sich immer wieder vor allem bei den kleineren Rundfahrten in seiner Heimat bei den Besten. Insgesamt absolvierte der Baske fünf Grand Tours, die er allesamt beenden konnte.

## Erfolge
1996
- Spanischer Meister U23 – Einzelzeitfahren

2005
- eine Etappe GP Internacional del Oeste

## Grand-Tour-Platzierungen
| Grand Tour            | 2004 | 2005 | 2006 | 2007 | 2008 | 2009 | 2010 | 2011 | 2012 |
| --------------------- | ---- | ---- | ---- | ---- | ---- | ---- | ---- | ---- | ---- |
| Giro d’ItaliaGiro     | –    | –    | –    | 32   | –    | –    | –    | –    | –    |
| Tour de FranceTour    | –    | –    | –    | –    | –    | –    | 82   | –    | –    |
| Vuelta a EspañaVuelta | 26   | –    | –    | –    | –    | 111  | –    | 106  | –    |

## Teams
- 2004 Cafés Baqué
- 2005 Spiuk-Semar
- 2006 Caisse d’Epargne-Illes Balears
- 2007 Caisse d’Epargne
- 2008 Extremadura-Grupo Gallardo
- 2009 Contentpolis-AMPO
- 2010 Footon-Servetto
- 2011 Lampre-ISD
- 2012 Gios-Deyser Leon Kastro